# Chiara Galiazzo
Chiara Galiazzo, plus connue par son seul prénom : Chiara, est une chanteuse italienne née le 12 aout 1986 à Padoue en Vénétie.

## Biographie
Elle passe son enfance à Saonara en Vénétie. Après le lycée, elle rentre à l'Université catholique du Sacré-Cœur de Milan, où elle étudie l'économie. Elle a gagné en 2012 l'émission italienne X Factor et son label est Sony Music.
Son premier album publié en 2013 s'intitule Un posto nel mondo. Il est suivi en 2014 par l'album Un giorno di sole, Nessun posto è casa mia (2017), et Bonsai (2020).